# Лариса Турчинскаја
Лариса Александровна Турчинскаја (рус. Лариса Александровна Турчинская, девојачко Никитина; Кострома, 29. април 1965.) некадашња је совјетска и руска атлетичарка, европска рекордерка у седмобоју.

## Каријера
Њен лични рекорд у седмобоју је 7.007 поена, постигнут 10–11. јуна 1989. у Брјанску. Овај резултат је остао европски рекорд, све док Каролина Клифт није сакупила 7.032 поена на Светском првенству 2007. 
Турчинскаја је освојила друго место на Хипо-Митингу 1994. са резултатом 6.596 поена.
Турчинскаја је освојила сребрну медаљу на Играма добре воље 1990. али је касније дисквалификована, након што је била позитивна на амфетамин.
Лариса Никитина се удала за Владимира Турчинског (1963-2009), коме је она била трећи брак. Нису имали деце. Крајем 1990-их, након такмичења у Аустралији, Лариса је одлучила да се не врати у Русију и да се настани у Аустралији.

## Међународна такмичења
| Година                         | Такмичење                      | Место                          | Позиција                       | Дисциплина                     | Резултат                       | Белешка                        |
| Представљајући Совјетски Савез | Представљајући Совјетски Савез | Представљајући Совјетски Савез | Представљајући Совјетски Савез | Представљајући Совјетски Савез | Представљајући Совјетски Савез | Представљајући Совјетски Савез |
| ------------------------------ | ------------------------------ | ------------------------------ | ------------------------------ | ------------------------------ | ------------------------------ | ------------------------------ |
| 1987                           | Светско првенство              | Рим, Италија                   | 2.                             | Седмобој                       | 6.564 поена                    |                                |
| 1989                           | Универзијада                   | Дуизбург, Западна Немачка      | 1.                             | Седмобој                       | 6.847 поена                    |                                |
| 1990                           | Игре добре воље                | Сијетл, САД                    | Дисквалификована (2.)          | Седмобој                       |                                |                                |
| Представљајући Русију          |                                |                                |                                |                                |                                |                                |
| 1993                           | Светско првенство              | Штутгарт, Немачка              | Без пласмана                   | Седмобој                       | Одустала                       |                                |
| 1994                           | вропско првенство у дворани    | Париз, Француска               | 1.                             | Петобој                        | 4.801 поен                     |                                |
| 1994                           | Европско првенство             | Хелсинки, Финска               | 4.                             | Седмобој                       | 6.311 поена                    |                                |
| 1994                           | Игре добре воље                | Санкт Петербург, Русија        | 2.                             | Седмобој                       | 6.492 поена                    |                                |